# 拉馬爾 (密西西比州)
拉馬爾（英語：Lamar）是位於美國密西西比州本頓縣的普查規定居民點。

## 人口
根據2020年美國人口普查的數據，拉馬爾的面積為1.47平方千米，皆為陸地。當地共有人口39人，而人口密度為每平方千米26.53人。